# Cayratia trifolia
Cayratia trifolia är en vinväxtart som först beskrevs av Carl von Linné, och fick sitt nu gällande namn av Karel Domin. Cayratia trifolia ingår i släktet Cayratia och familjen vinväxter. Utöver nominatformen finns också underarten C. t. cinerea.